# Ждєд Олексій Олександрович
Ждєд Олексій Олександрович (нар. 1999) український військовий, пілот 831 БрТА, майор.

## Життєпис
Народився 1999 року. Закінчив Харківський авіаційний інститут 2019 року, як кращий випускник отримав нагороду «Меч дружби». З того часу служить в 831 БрТА в Миргороді.
У 2021 році отримав звання старшого лейтенанта, командир екіпажу.
У 2022 році капітан, згодом майор.

## Нагороди
- Меч дружби
- Орден «За мужність» III ступеня
- Орден «За мужність» II ступеня. За особисту мужність і самовіддані дії, виявлені у захисті державного суверенітету та територіальної цілісності України, вірність військовій присязі
- Орден Богдана Хмельницького II ступеня